# 埃塞尔-皮泰
埃塞尔-皮泰（法語：Essert-Pittet，法語發音：[ɛsɛʁ pitɛ]）是瑞士联邦西部法语区的沃州的一个旧镇。在行政上属于沃州北汝拉区管辖。埃塞尔-皮泰的总面积为2.76平方公里。截至2010年底，总人口为134。
2017年，埃塞尔-皮泰同市镇科尔塞勒-叙沙沃尔奈并入市镇沙沃尔奈。